# Misericoccus mallyi
Misericoccus mallyi är en insektsart som först beskrevs av Charles Kimberlin Brain 1915.  Misericoccus mallyi ingår i släktet Misericoccus och familjen ullsköldlöss. Inga underarter finns listade i Catalogue of Life.